# Hans Julius Zassenhaus
Hans Julius Zassenhaus (Koblenz, 1912. május 28. – Columbus, Ohio, USA, 1991. november 21.) német matematikus, az absztrakt algebra kutatója, a számítógépes algebra egyik úttörője.

## Életpálya
Tanulmányait a fizika témakörében kezdte, majd Emil Artin előadásainak hatására áttért a matematikára. 1934-ben a hamburgi egyetemen doktorált matematikából. A második világháború végéig az egyetem magántanára. Tanított Glasgowban, majd Kanadában. 1964-től az Ohio State Universityn professzor. A számítógépes algebra egyik úttörője volt.

## Kutatási területei
Fő kutatási területe az algebra, ezen belül a csoportelmélet volt, több jelentős tétel és lemma viseli a nevét. Több fontos algoritmust dolgozott ki az algebrai számelméletben. Zassenhaus lemma: A tétel egy kezdetleges változatát Camille Jordan bizonyította be 1869-ben. A bizonyítást Otto Ludwig Hölder 1889-ben egészítette ki. A Jordan–Hölder-tételnek gyakran alkalmazott általánosítása a Schreier-féle finomítási tétel, amit Otto Schreier 1928-ban publikált. Hat évvel később 1934-ben Hans Zassenhaus továbbfejlesztette Schreier bizonyítását a Zassenhaus-lemma felhasználásával.
Az 1960-as években a számítógépek alkalmazásának egyik kezdeményezője volt.

## Írásai
Munkásságának eredményeit több esetben publikálta. Cikkeiben foglalkozott az elméleti fizika kérdéseivel is, a csoportelméleti fizikai alkalmazásával.